# Lanceola chelifera
Lanceola chelifera is een vlokreeftensoort uit de familie van de Lanceolidae. De wetenschappelijke naam van de soort is voor het eerst geldig gepubliceerd in 1970 door M. Vinogradov.